# Ундециловая кислота
Ундециловая кислота  (ундекановая кислота, undecanoic acid, undecanoate) — органическое соединение, одноосновная предельная карбоновая кислота с химической формулой С10Н21COOH.

## Свойства
Кристаллична, температура плавления 28—30,5 °C, температура застывания 28,1 °C, кипит при 284 °C при н. у. и 179 °C (28 мм. рт.ст). Относительная плотность {\displaystyle d_{4}^{80}} составляет 0,8505. Растворимость в воде 0,0083 г / 100 г. Растворима в спирте, метаноле, эфире, ацетоне, бензоле, хлороформе, ледяной уксусной кислоте.

## Получение
Образуется при синтезе жирных кислот во фракциях C10—C13 и C10—C16. Из этих фракций её выделяют ректификацией.

## Применение
Метиловый и этиловый эфиры ундециловой кислоты применяются в парфюмерии.